# Abraham Stein

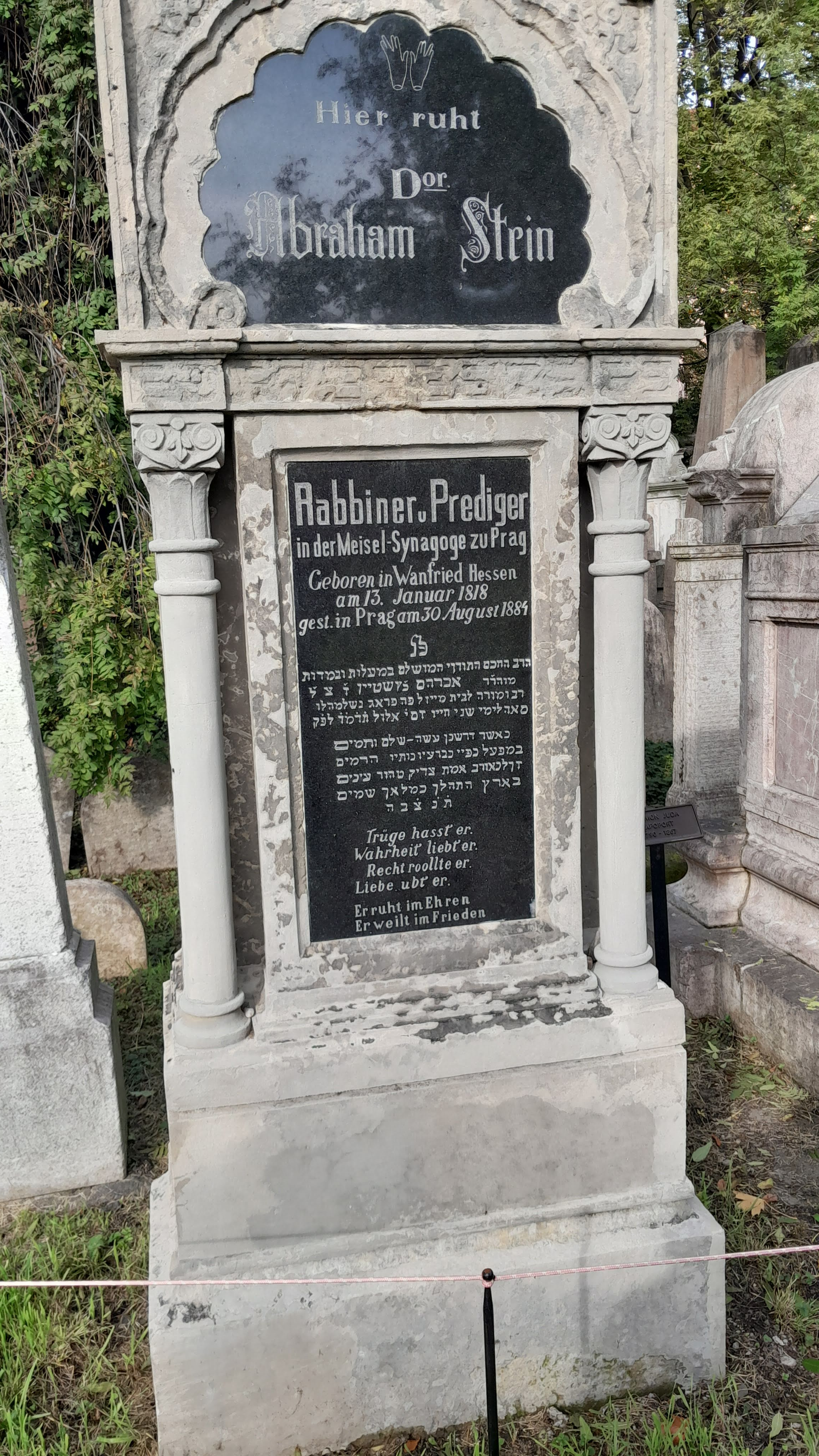

Abraham Stein (geboren am  13. Januar 1818 in Wanfried, Kurhessen; gestorben am 18. September 1884 in Prag, Österreich-Ungarn) war ein deutscher Rabbiner.

## Leben
Abraham Stein war der Sohn von Nathan Stein. Von 1824 bis 1826 war er, bis zu dessen Tode, Privatschüler seines Onkels in Eschwege. Dann kehrte er nach Wanfried zurück. 1831 arbeitete er als Hauslehrer in Osterode, Königreich Hannover und betrieb dort Privatstudien des Talmuds und des Lateinischen.
Abraham Stein studierte von 1832 bis 1834 am israelitischen Lehrerseminar in Kassel. Danach war er als Lehrer und Hauslehrer tätig. Beim Landesrabbiner Nathan Adler studierte er den Talmud. Sein Abitur legte er am Fuldaer Gymnasium als Externer ab.
Ab 1842 setzte er seine Studien in Bonn und ab 1844 in Marburg fort. Dort legte er 1844 das kurhessische rabbinische Staatsexamen ab. 1843 wurde er Mitglied des Bonner Wingolf.
Von 1845 bis 1847 war er Leiter des Lehrerseminars in Kassel. Er war Anhänger der konservativen „Theologen-Versammlung“ (1846) Zacharias Frankels.
1848 promovierte er in Jena über Die Accente des Decalogs.
1848 wurde Stein Rabbiner in Filehne, Provinz Posen, 1850 in Alt-Schottland (polnisch Stare Szkoty) bei Danzig. 1850 war er als Landesrabbiner in Kassel im Gespräch, wurde dann aber Rabbiner der Altschottischen Gemeinschaft in Danzig. Von 1864 bis zu seinem Tod war er Rabbiner der Reformgemeinde an der Maisel-Synagoge in Prag, von 1858 bis 1868 außerdem Talmudlehrer an der dortigen von Salomo Juda Rapoport geleiteten Talmud-Tora-Schule.

## Schriften (Auswahl)
- Das jüdische Schulwesen. In: Allgemeine Zeitung des Judenthums. Ein unpartheiisches Organ für alles jüdische Interesse. Herausgegeben von Ludwig Philippson, Leipzig 1849, S. 370 f. (über das Kasseler Seminar).
- Die vier Kelche. Predigt, 1852.
- Moscheh’s letzte Sorge. Predigt, 1853.
- Israels Religion ist seine Mutter. Predigt, 1855.
- Geschichte der Juden in Danzig seit ihrem ersten Auftreten in dieser Stadt bis auf die neueste Zeit nach handschriftlichen Quellen dargestellt. Danzig 1860 (Nachdruck Danzig 1933) (Digitalisat in der Pomeranian Digital Library).
- Über den Unterricht im Talmud nach Wissenschaftlicher Methode. Prag 1866.
- Der Feldzug. Acht Predigten, Prag 1866 (Nachdruck Berlin 1867).
- Gedächtniß-Rede für den ersten Rabbiner zu Prag, Hern Salomon Löb Rapoport. Verlag des Thalmud-Thora-Vereins, Prag 1867 (deutsch, hebräisch; Digitalisat).
- Talmudische Terminologie, Zusammengestellt und alphabetisch geordnet. Freund, Prag 1869 (deutsch, hebräisch; Digitalisat).
- Der Mensch im Bilde Gottes. Predigt zur Hundertjahrfeier des Toleranzedikts. Prag 1881.
- Děje Israelitích od nejstarsi doly az na njenejsi časy. Prag 1884.